# Список фильмов по комиксам DC Comics
По мотивам комиксов DC Comics были сняты сериалы, игровые и анимационные фильмы, а также телефильмы и документальные фильмы.

## Кино
| Год  | Название                                        | Студия | Примечания |
| ---- | ----------------------------------------------- | --- | --- |
| 1951 | Супермен и люди-кроты                           | Lippert Pictures | Бэкдор-пилот для телесериала «Приключения Супермена», а позже был разделён на эпизод, состоящий из двух частей, чтобы закрыть первый сезон сериала. |
| 1966 | Бэтмен                                          | 20th Century Fox/Greenlawn Productions                                                                              | Связан с телесериалом «Бэтмен» 1960-х годов. |
| 1978 | Супермен                                        | Dovemead Film Export A.G./International Film Productions                                                            | Премия «Оскар» и 3 номинации. |
| 1980 | Супермен 2                                      | Dovemead Film Export A.G./International Film Productions                                                            | Сиквел фильма «Супермен». |
| 1982 | Болотная тварь                                  | Embassy Pictures | |
| 1983 | Супермен 3                                      | Cantharus Productions N.V./Dovemead Films                                                                           | |
| 1984 | Супердевушка                                    | Artistry Ltd/Cantharus Productions/Pueblo Film Group                                                                | Спин-офф фильма «Супермен». |
| 1987 | Супермен 4: В поисках мира                      | Golan-Globus/Cannon Films                                                                                           | |
| 1989 | Возвращение болотной твари                      | Lightyear Entertainment                                                                                             | Сиквел фильма «Болотная тварь». |
| 1989 | Бэтмен                                          | Warner Bros./PolyGram Filmed Entertainment                                                                          | Получил 1 премию «Оскар». |
| 1992 | Бэтмен возвращается                             | Warner Bros./PolyGram Filmed Entertainment                                                                          | 2 номинации на премию «Оскар». |
| 1995 | Бэтмен навсегда                                 | Warner Bros./PolyGram Filmed Entertainment                                                                          | 3 номинации на премию «Оскар». |
| 1997 | Бэтмен и Робин                                  | Warner Bros./PolyGram Filmed Entertainment                                                                          | |
| 1997 | Сталь                                           | Warner Bros./Quincy-David Salzman Entertainment                                                                     | |
| 2004 | Женщина-кошка                                   | Warner Bros./Village Roadshow Pictures/Di Novi Pictures/Frantic Films/Maple Shade Films                             | Не основан напрямую с персонажа «Женщина-кошка». |
| 2005 | Константин: Повелитель тьмы                     | Warner Bros./Village Roadshow Pictures/The Donners' Company/Batfilm Productions/3 Arts Entertainment                | Частично основан на серии комиксов «Hellblazer». |
| 2005 | Бэтмен: Начало                                  | Warner Bros./DC Comics/Legendary Pictures/Syncopy Inc./Patalex III Productions                                      | Первый фильм трилогии Кристофера Нолана о Бэтмене; номинация на премию «Оскар».                                                                     |
| 2006 | Возвращение Супермена                           | Warner Bros./DC Comics/Legendary Pictures/Bad Hat Harry Productions                                                 | Альтернативное завершение трилогии для «Супермен» и «Супермен 2»; номинация на премию «Оскар».                                                      |
| 2008 | Тёмный рыцарь                                   | Warner Bros./DC Comics/Legendary Pictures/Syncopy Inc.                                                              | Второй фильм трилогии Кристофера Нолана о Бэтмене; 2 премии «Оскар» и 6 номинаций.                                                                  |
| 2009 | Хранители                                       | Warner Bros./Paramount Pictures/DC Comics/Legendary Pictures/Lawrence Gordon Productions/Cruel and Unusual Films    | Адаптация комикса «Хранители» Алана Мура и Дейва Гиббонса.                                                                                          |
| 2010 | Джона Хекс                                      | Warner Bros./DC Entertainment/Legendary Pictures/Weed Road Pictures                                                 | Частично основан на одноимённом персонаже. |
| 2011 | Зелёный Фонарь                                  | Warner Bros./DC Entertainment/De Line Pictures                                                                      | |
| 2012 | Тёмный рыцарь: Возрождение легенды              | Warner Bros./DC Entertainment/Legendary Pictures/Syncopy Inc.                                                       | Последний фильм трилогии Кристофера Нолана о Бэтмене.                                                                                               |
| 2013 | Человек из стали                                | Warner Bros./DC Entertainment/Legendary Pictures/Cruel and Unusual Films/Syncopy Inc.                               | Часть Расширенной вселенной DC. |
| 2016 | Бэтмен против Супермена: На заре справедливости | Warner Bros./DC Entertainment/RatPac Entertainment/Cruel and Unusual Films/Atlas Entertainment                      | Часть Расширенной вселенной DC. |
| 2016 | Отряд самоубийц                                 | Warner Bros./DC Films/RatPac Entertainment/Atlas Entertainment                                                      | Получил 1 премию «Оскар», часть Расширенной вселенной DC.                                                                                           |
| 2017 | Чудо-женщина                                    | Warner Bros./DC Films/RatPac Entertainment/Atlas Entertainment/Cruel and Unusual Films/Tencent Pictures/Wanda Media | Часть Расширенной вселенной DC. |
| 2017 | Лига справедливости                             | Warner Bros./DC Films/RatPac Entertainment/Atlas Entertainment/Cruel and Unusual Films                              | Часть Расширенной вселенной DC. |
| 2018 | Аквамен                                         | Warner Bros./DC Films/Peter Safran Productions                                                                      | Самый кассовый фильм по комиксам DC, часть Расширенной вселенной DC.                                                                                |
| 2019 | Шазам!                                          | New Line Cinema/DC Films/The Safran Company/Mad Ghost Productions                                                   | Часть Расширенной вселенной DC. |
| 2019 | Джокер                                          | Warner Bros./DC Films/Village Roadshow Pictures/Bron Creative/Joint Effort Productions                              | Две премии «Оскар» и 11 номинаций. |
| 2020 | Хищные птицы: Потрясающая история Харли Квинн   | Warner Bros./DC Films/LuckyChap Entertainment/Kroll & Co. Entertainment/Clubhouse Pictures                          | Часть Расширенной вселенной DC. |
| 2020 | Чудо-женщина: 1984                              | Warner Bros./DC Films/The Stone Quarry/Mad Ghost Productions/Atlas Entertainment                                    | Часть Расширенной вселенной DC. |
| 2021 | Отряд самоубийц: Миссия навылет                 | Warner Bros./DC Films/Atlas Entertainment/The Safran Company                                                        | Часть Расширенной вселенной DC. |
| 2022 | Бэтмен                                          | Warner Bros./DC Films/6th and Idaho Productions/Dylan Clark Productions                                             | 3 номинации на премию «Оскар». |
| 2022 | Чёрный Адам                                     | New Line Cinema/DC Films/Seven Bucks Productions/FlynnPictureCo                                                     | Часть Расширенной вселенной DC. |
| 2023 | Шазам! Ярость богов                             | New Line Cinema/DC Films/The Safran Company/Mad Ghost Productions                                                   | Часть Расширенной вселенной DC. |
| 2023 | Флэш                                            | Warner Bros./DC Films/The Disco Factory/Double Dream                                                                | Часть Расширенной вселенной DC. |
| 2023 | Синий Жук                                       | Warner Bros./DC Films/S&K Pictures/The Safran Company                                                               | Часть Расширенной вселенной DC. |
| 2023 | Аквамен и потерянное царство                    | Warner Bros./DC Films/The Safran Company/Atomic Monster                                                             | Часть Расширенной вселенной DC. |
| 2024 | Джокер: Безумие на двоих                        | Warner Bros./Joint Effort                                                                                           | Сиквел фильма «Джокер». |
| 2025 | Супермен                                        | DC Studios/Troll Court Entertainment/The Safran Company                                                             | Первый фильм Вселенной DC. |

### Анонсированые
| Год  | Название                              | Студия     | Примечания                                     |
| ---- | ------------------------------------- | ---------- | ---------------------------------------------- |
| 2026 | Супергёрл                             | DC Studios | В разработке, часть Вселенной DC.              |
| 2026 | Глиноликий                            | DC Studios | В разработке, часть Вселенной DC.              |
| 2027 | Бэтмен. Часть 2                       | DC Studios | Является сиквелом фильма «Бэтмен» Мэтта Ривза. |
| TBA  | Отважный и смелый                     | DC Studios | В разработке, часть Вселенной DC.              |
| TBA  | Болотная тварь                        | DC Studios | В разработке, часть Вселенной DC.              |
| TBA  | Сержант Рок                           | DC Studios | В разработке, часть Вселенной DC.              |
| TBA  | Безымянный фильм о Юных Титанах       | DC Studios | В разработке, часть Вселенной DC.              |
| TBA  | Безымянный фильм о Бэйне и Детстроуке | DC Studios | В разработке, часть Вселенной DC.              |
| TBA  | Безымянный фильм о Чудо-Женщине       | DC Studios | В разработке, часть Вселенной DC.              |
| TBA  | Безымянный фильм с участием Супермена | DC Studios | В разработке, часть Вселенной DC.              |
| TBA  | Константин 2                          | DC Studios | Сиквел фильма «Константин: Повелитель тьмы».   |

## Телевизионные фильмы
| Год  | Название                            | Канал   | Студия | Примечания                                               |
| ---- | ----------------------------------- | ------- | --- | -------------------------------------------------------- |
| 1974 | Чудо-женщина                        | ABC     | Warner Bros.                                                                                                | Пилотный эпизод для не произведённого сериала.           |
| 1975 | Новая оригинальная Чудо-женщина     | ABC     | Warner Bros.                                                                                                | Пилотный эпизод для не произведённого сериала.           |
| 1997 | Лига Справедливости Америки         | CBS     | Warner Bros.                                                                                                | Пилотный эпизод для не произведённого сериала.           |
| 2006 | Супермен II: Версия Ричарда Доннера |         | Warner Bros./DC Comics                                                                                      | Переиздание фильма «Супермен 2», выпущен сразу на видео. |
| 2021 | Лига справедливости Зака Снайдера   | HBO Max | Warner Bros. Pictures/Access Entertainment/Dune Entertainment/DC Films/Atlas Entertainment/The Stone Quarry | «Лига справедливости (2017)» Версия Зака Снайдера.       |

### Эпизоды сериалов, выпущенные как фильмы
| Год  | Название                    | Канал | Студия       | Примечания                                        |
| ---- | --------------------------- | ----- | ------------ | ------------------------------------------------- |
| 1990 | Флэш                        | CBS   | Warner Bros. | Эпизоды телесериала Флэш выпущены сразу на видео. |
| 1991 | Флэш 2: Месть Трюкача       | CBS   | Warner Bros. | Эпизоды телесериала Флэш выпущены сразу на видео. |
| 1991 | Флэш 3: Смертоносный паслен | CBS   | Warner Bros. | Эпизоды телесериала Флэш выпущены сразу на видео. |

### Специальные выпуски
| Год  | Название                              | канал  | Студия       | Примечания                     |
| ---- | ------------------------------------- | ------ | ------------ | ------------------------------ |
| 1975 | Это птица, это самолёт, это Супермен! | ABC    |              |                                |
| 1979 | Легенды супергероев                   | NBC    | Warner Bros. | 2 спецвыпуска                  |
| 2003 | И снова Бэтмен!                       | CBS    |              |                                |
| 2015 | Бойцовский клуб супергероев           | The CW |              | Спецвыпуски Вселенной «Стрелы» |
| 2016 | Бойцовский клуб супергероев 2.0       | The CW |              | Спецвыпуски Вселенной «Стрелы» |

## Киносериалы (1941—1952)
| Год  | Название                                    | Серий | Студия                    | Примечания                                      |
| ---- | ------------------------------------------- | ----- | ------------------------- | ----------------------------------------------- |
| 1941 | Приключения Капитана Марвела                | 12    | Republic Pictures         | Издано в то время издательством Fawcett Comics. |
| 1942 | Спай Смэшер                                 | 12    | Republic Pictures         | Издано в то время издательством Fawcett Comics. |
| 1943 | Бэтмен                                      | 15    | Columbia Pictures         |                                                 |
| 1946 | Хоп Хэрриган                                | 15    | Columbia Pictures         |                                                 |
| 1947 | Виджиланте: Герой Запада                    | 15    | Columbia Pictures         |                                                 |
| 1948 | Супермен                                    | 15    | Columbia Pictures         |                                                 |
| 1948 | Конго Билл                                  | 15    | Columbia Pictures         |                                                 |
| 1949 | Бэтмен и Робин                              | 15    | Columbia Pictures         |                                                 |
| 1950 | Атомный Человек против Супермена            | 15    | Columbia Pictures         |                                                 |
| 1952 | Чёрный ястреб: Бесстрашный поборник свободы | 15    | Columbia Pictures         | Издано в то время издательством Quality Comics. |
| 1954 | День сбережений Супермена                   | 1     | Министерство финансов США |                                                 |

## Телесериалы (1952—настоящее время)
| Год           | Название                                  | Серий | Сезоны | Канал                                              | Примечания                                                  |
| ------------- | ----------------------------------------- | ----- | ------ | -------------------------------------------------- | ----------------------------------------------------------- |
| 1952-1958     | Приключения Супермена                     | 104   | 6      | Syndication                                        |                                                             |
| 1966-1968     | Бэтмен                                    | 120   | 3      | ABC                                                |                                                             |
| 1974-1976     | Шазам!                                    | 28    | 3      | CBS                                                |                                                             |
| 1975-1976     | Секреты Изиды                             | 22    | 2      | CBS                                                |                                                             |
| 1975-1979     | Чудо-женщина                              | 60    | 3      | ABC (Сезон 1), CBS (Сезон 2-3)                     | 59 эпизодов + фильм (пилотный эпизод).                      |
| 1988-1992     | Супербой                                  | 100   | 4      | Syndication                                        |                                                             |
| 1990-1993     | Болотная тварь                            | 72    | 3      | USA Network                                        |                                                             |
| 1990-1991     | Флэш                                      | 22    | 1      | CBS                                                |                                                             |
| 1992          | Живая Мишень                              | 7     | 1      | ABC                                                |                                                             |
| 1993-1997     | Лоис и Кларк: Новые приключения Супермена | 88    | 4      | ABC                                                |                                                             |
| 2001-2011     | Тайны Смолвиля                            | 217   | 10     | The WB (Сезон 1-5), The CW (Сезон 6-10)            |                                                             |
| 2002-2003     | Хищные птицы                              | 13    | 1      | The WB                                             |                                                             |
| 2010-2011     | Живая мишень                              | 25    | 2      | Fox & CTV                                          |                                                             |
| 2012-2020     | Стрела                                    | 170   | 8      | The CW                                             | Часть Вселенной «Стрелы».                                   |
| 2014-2019     | Готэм                                     | 100   | 5      | Fox                                                |                                                             |
| 2014-2023     | Флэш                                      | 184   | 9      | The CW                                             | Часть Вселенной «Стрелы».                                   |
| 2014-2015     | Константин                                | 13    | 1      | NBC                                                | Часть Вселенной «Стрелы».                                   |
| 2015-2021     | Супергёрл                                 | 126   | 6      | CBS (Сезон 1), The CW (Сезон 2-6)                  | Часть Вселенной «Стрелы».                                   |
| 2016-2022     | Легенды завтрашнего дня                   | 110   | 7      | The CW                                             | Часть Вселенной «Стрелы».                                   |
| 2017          | Бессильные                                | 12    | 1      | NBC                                                |                                                             |
| 2018-2021     | Чёрная Молния                             | 58    | 4      | The CW                                             | Часть Вселенной «Стрелы».                                   |
| 2018-2019     | Криптон                                   | 20    | 2      | Syfy                                               |                                                             |
| 2018-2023     | Титаны                                    | 49    | 4      | DC Universe (сезон 1-2), HBO Max (сезон 3-4)       |                                                             |
| 2019-2023     | Роковой патруль                           | 46    | 4      | DC Universe (сезон 1-2), HBO Max / Max (сезон 2-4) |                                                             |
| 2019          | Болотная тварь                            | 10    | 1      | DC Universe                                        |                                                             |
| 2019-2022     | Пенниуорт                                 | 30    | 3      | Epix (сезон 1-2), HBO Max (сезон 3)                | Действие происходит в той же вселенной, что и сериал Готэм. |
| 2019-2022     | Бэтвумен                                  | 51    | 3      | The CW                                             | Часть Вселенной «Стрелы».                                   |
| 2019          | Хранители                                 | 9     | 1      | HBO                                                |                                                             |
| 2020-2022     | Старгёрл                                  | 39    | 3      | DC Universe (сезон 1), The CW (сезон 1-3)          |                                                             |
| 2021-2024     | Супермен и Лоис                           | 53    | 4      | The CW                                             |                                                             |
| 2022          | Наоми                                     | 13    | 1      | The CW                                             |                                                             |
| 2023          | Рыцари Готэма                             | 13    | 1      | The CW                                             |                                                             |
| 2024          | Пингвин                                   | 8     | 1      | HBO                                                | Спин-офф фильма Бэтмен.                                     |
| Транслируется |                                           |       |        |                                                    |                                                             |
| 2022          | Миротворец                                | 8     | 1      | HBO Max                                            | Часть Расширенной вселенной DC и Вселенной DC.              |
| Анонсированые |                                           |       |        |                                                    |                                                             |
| 2026          | Фонари                                    | 8     | 1      | HBO                                                | Часть Вселенной DC.                                         |
| TBA           | Уоллер                                    | TBA   | TBA    | Max                                                | Часть Вселенной DC.                                         |
| TBA           | Потерянный рай                            | TBA   | TBA    | Max                                                | Часть Вселенной DC.                                         |
| TBA           | Бустер Голд                               | TBA   | TBA    | Max                                                | Часть Вселенной DC.                                         |

### Пилотные эпизоды
| Год  | Название                              | Канал       | Примечания        |
| ---- | ------------------------------------- | ----------- | ----------------- |
| 1958 | Приключения Суперщенка                |             | Не транслировался |
| 1961 | Приключения Супербоя                  |             | Не транслировался |
| 1967 | Чудо-женщина: Кто боится Дианы Принс? | ABC         | Не транслировался |
| 1967 | Бэтгёрл                               | ABC         | Не транслировался |
| 1974 | Чудо-женщина                          | ABC         |                   |
| 1975 | Новая оригинальная Чудо-женщина       | ABC         |                   |
| 1990 | Живая Мишень                          | ABC         | Не транслировался |
| 1997 | Лига Справедливости Америки           | CBS         |                   |
| 2005 | Глобальная частота                    | The WB      |                   |
| 2006 | Аквамен                               | The WB      |                   |
| 2011 | Чудо-женщина                          | NBC         | Не транслировался |
| 2017 | Скальпированный                       | WGN America |                   |
| 2020 | Зелёная Стрела и Канарейки            | The CW      | Встроенный эпизод |
| 2021 | Пейнкиллер                            | The CW      | Встроенный эпизод |

### Не записанные
| Год       | Название                   | Серии́ | Канал       | Примечания           |
| --------- | -------------------------- | ----- | ----------- | -------------------- |
| 2018-2020 | DC Daily                   | 450   | DC Universe | Новостная программа. |
| 2020      | DC Universe All Star Games | 6     | DC Universe | Игровое шоу.         |

### Веб сериалы
| Год  | Название      | Канал  | Примечания                           |
| ---- | ------------- | ------ | ------------------------------------ |
| 2013 | Напор крови   | The CW | Мини-сериал, состоящий из 6 эпизодов |
| 2016 | Хроники Циско | The CW | Мини-сериал, состоящий из 6 эпизодов |

## Импринты DC: Сериалы

### Vertigo
| Год            | Название                               | Серий | Сезоны | Канал                                | Примечания                                                                                 |
| -------------- | -------------------------------------- | ----- | ------ | ------------------------------------ | ------------------------------------------------------------------------------------------ |
| 2015-2019      | Я — зомби                              | 71    | 5      | The CW                               | Основан на серии комиксов «Я — зомби».                                                     |
| 2016-2021      | Люцифер                                | 93    | 6      | Fox (Сезон 1-3), Netflix (Сезон 4-6) | Основан на персонаже комиксов DC «Люцифер».                                                |
| 2016-2019      | Проповедник                            | 43    | 4      | AMC                                  | Основан на серии комиксов «Preacher».                                                      |
| 2021-2024      | Sweet Tooth: мальчик с оленьими рогами | 24    | 3      | Netflix                              | Основан на серии комиксов «Sweet Tooth».                                                   |
| 2021           | Y: Последний мужчина                   | 10    | 1      | Hulu                                 | Основан на серии комиксов «Y. Последний мужчина».                                          |
| 2022           | ДМЗ                                    | 4     | 1      | HBO Max                              | Основан на серии комиксов «DMZ».                                                           |
| 2022-2025      | Песочный человек                       | 23    | 2      | Netflix                              | Основан на комиксе «The Sandman».                                                          |
| 2023           | Тела                                   | 8     | 1      | Netflix                              | Основан на серии комиксов «Тела».                                                          |
| 2024           | Детективы с того света                 | 8     | 1      | Netflix                              | Основан на серии комиксов «Мёртвые мальчики-детективы», спин-офф сериала Песочный человек. |
| Анонсированные |                                        |       |        |                                      |                                                                                            |
| TBA            | Get Jiro!                              | TBA   | 1      | Adult Swim                           | Анимационный сериал.                                                                       |

### Wildstorm
| Год           | Название                                    | Серий | Сезоны | Канал       | Примечания |
| ------------- | ------------------------------------------- | ----- | ------ | ----------- | --- |
| 1994          | Дикие коты, или Команда отчаянных трапперов | 13    | 1      | CBS         | Анимационный сериал. Издано в то время издательством Image Comics. |
| 2022          | Пацаны: Осатанелые                          | 8     | 1      | Prime Video | Анимационный сериал. Спин-офф сериала Пацаны. |
| Транслируется |                                             |       |        |             | |
| 2019-         | Пацаны                                      | 32    | 4      | Prime Video | Основан на комиксе «Пацаны» который в разное время был издан DC Comics и Dynamite Entertainment, DC не владеет правами на медиаадаптацию или публикацию после того, как они были возвращены создателям. |
| 2023-         | Поколение «Ви»                              | 8     | 1      | Prime Video | Спин-офф сериала Пацаны. |
| Анонсированы  |                                             |       |        |             | |
| TBA           | Пацаны: Мексика                             | TBA   | TBA    | Prime Video | Спин-офф сериала Пацаны |
| TBA           | Восхождение Vought                          | TBA   | TBA    | Prime Video | Спин-офф сериала Пацаны |

### EC Comics
| Год       | Название | Серий | Сезоны | Канал           | Примечания |
| --------- | -------- | ----- | ------ | --------------- | --- |
| 2010-2013 | Псих     | 103   | 4      | Cartoon Network | Анимационный сериал. В различных скетчах фигурировали несколько персонажей комиксов DC. Журнал Mad принадлежит DC Comics. |

## Кроссоверы телесериалов
| Год       | Название                     | Примечание |
| --------- | ---------------------------- | --- |
| 2014      | Флэш против Стрелы           | Первый ежегодный кроссовер между проектами Вселенной Стрелы. Представляет собой дилогию, состоящую из одной серии телесериала «Флэш» («Флэш против Стрелы»), и одной серии «Стрелы» («Отважный и смелый»).                                                            |
| 2015      | Герои объединяются           | Второй ежегодный кроссовер между проектами Вселенной Стрелы. Представляет собой дилогию и включает серии «Легенды сегодняшнего дня» (1 часть, «Флэш») и «Легенды вчерашнего дня» (2 часть, «Стрела»).                                                                 |
| 2016      | Лучшие в мирах               | Это первый кроссовер телесериала Супергёрл со Вселенной Стрелы и единственный до того момента, как сериал «переедет» на канал The CW. |
| 2016      | Вторжение!                   | Третий ежегодный кроссовер между игровыми сериалами Вселенной Стрелы, состоящий из трёх частей (по одной на каждый сериал). |
| 2017      | Динамический дуэт            | Музыкальный кроссовер Вселенной Стрелы. |
| 2017      | Кризис на Земле-X            | Четвёртый ежегодный кроссовер между супергеройскими проектами Вселенной Стрелы, Состоящий из 4 частей, «Супергёрл», «Стрела», «Флэш» и «Легенды завтрашнего дня». |
| 2018      | Иные миры                    | Пятый ежегодный кроссовер между супергеройскими проектами Вселенной Стрелы, Состоящий из 3 частей, «Супергёрл», «Стрела», «Флэш». В первые в этом кроссовере появится Готэм-Сити, Лечебница Аркхем и дебютируют персонажи Бэтвумен, Мониторы и возвращение Супермена. |
| 2019-2020 | Кризис на бесконечных землях | Шестой ежегодный кроссовер между супергеройскими проектами Вселенной Стрелы, Основанный на глобальном событии в мире комиксов DC «Crisis on Infinite Earths». |
| 2021      | Армагеддон                   | Седьмой ежегодный кроссовер между супергеройскими проектами Вселенной Стрелы, Основанный на комиксах Armageddon. Главные антагонисты Обратный Флэш и Десперо |

## ИмпринтыDC: Фильмы

### Vertigo
| Год  | Название            | Студии | Примечания                                                       |
| ---- | ------------------- | --- | ---------------------------------------------------------------- |
| 2006 | V — значит вендетта | Warner Bros./Virtual Studios/Silver Pictures/Anarchos Productions/Medienboard Berlin-Brandenburg/Fünfte Babelsberg Film GmbH | Основан на графической новелле «V — значит вендетта» Алана Мура. |
| 2007 | Звёздная пыль       | Paramount Pictures/Marv Films/Ingenious Film Partners                                                                        | Основан на романе «Звёздная пыль» Нила Геймана и Чарльза Весса.  |
| 2010 | Лузеры              | Warner Bros./DC Comics/Dark Castle Entertainment/StudioCanal                                                                 | Основан на серии комиксов «Лузеры» Энди Диггла и Джока.          |
| 2019 | Адская кухня        | Warner Bros./New Line Cinema/DC Vertigo/Bron Creative/Michael De Luca Productions                                            | Основан на мини-серию комиксов Олли Мастерса и Минг Дойла.       |

### Paradox Press[англ.]
| Год  | Название               | Студия                                                  | Примечания |
| ---- | ---------------------- | ------------------------------------------------------- | --- |
| 2002 | Проклятый путь         | DreamWorks Pictures/20th Century Fox/The Zanuck Company | Основан на графической новелле «Проклятый путь» Макса Аллана Коллинза и Ричарда Пирса Рейнера. Выиграл «Оскар» и 5 номинаций. |
| 2005 | Оправданная жестокость | New Line Cinema/BenderSpink/München & Company           | Основан на графической новелле «Оправданная жестокость» Джона Вагнера и Винса Локка. 2 номинации на премию «Оскар».           |

### WildStorm
| Год           | Название                     | Студия | Примечания                                                                |
| ------------- | ---------------------------- | --- | ------------------------------------------------------------------------- |
| 1998          | Ген 13                       | Paramount Pictures/Touchstone Pictures/WildStorm Productions/Aegis Entertainment                                          | Анимационный фильм.                                                       |
| 2003          | Лига выдающихся джентльменов | 20th Century Fox/Angry Films/International Production Company/JD Productions                                              | Основан на серии комиксов «Лига выдающихся джентльменов» Алана Мура.      |
| 2010          | РЭД                          | Summit Entertainment/DC Entertainment/Homage Entertainment/Di Bonaventura Pictures/Cheyenne Enterprises/DMG Entertainment | Основан на мини-серии комиксов «Красный», Уоррена Эллиса и Калли Хамнера. |
| 2013          | РЭД 2                        | Summit Entertainment/Lionsgate/DC Entertainment/Di Bonaventura                                                            | Основан на мини-серии комиксов «Красный», Уоррена Эллиса и Калли Хамнера. |
| Анонсированые |                              | |                                                                           |
| TBA           | Авторитеты                   | Warner Bros. Pictures/DC Studios                                                                                          | В разработке, часть Вселенной DC.                                         |

## Мультфильмы

### Для проката в кинотеатрах
| 1993           | Бэтмен: Маска Фантазма                 | Спин-офф мультсериала «Бэтмен».                  |
| 2018           | Юные Титаны, вперёд!                   | Сиквел мультсериала «Юные Титаны, вперёд!».      |
| 2022           | DC Лига Суперпитомцы                   | Основан на комиксе «Legion of Super-Pets».       |
| Анонсированные |                                        |                                                  |
| 2025           | Ацтекский Бэтмен: Столкновение империй | Мультфильм получит прокат в кинотеатрах Мексики. |
| 2028           | Динамический дуэт                      | [ 17 ]                                           |

### Телевизионные
| 1998           | Бэтмен и Мистер Фриз: Ниже нуля                                 | Сиквел мультсериала «Бэтмен». |
| 2000           | Бэтмен будущего: Возвращение Джокера                            | Сиквел мультсериала «Бэтмен будущего». |
| 2003           | Бэтмен: Тайна Бэтвумен                                          | Сиквел мультсериала «Новые приключения Бэтмена». |
| 2005           | Бэтмен против Дракулы                                           | Сиквел мультсериала «Бэтмен». |
| 2006           | Супермен: Атака Брейниака                                       | В некотором роде связан с мультсериалом «Супермен». |
| 2006           | Юные Титаны: Происшествие в Токио                               | Сиквел мультсериала «Юные Титаны». |
| 2007           | Супермен: Судный день                                           | Частично основан на сюжетной линии «The Death of Superman».                                                                                            |
| 2008           | Лига Справедливости: Новый барьер                               | Основан на ограниченной серии комиксов «DC: The New Frontier» Дарвина Кука.                                                                            |
| 2008           | Бэтмен: Рыцарь Готэма                                           | Шесть короткометражных фильмов. Действие происходит между событиями фильмов «Бэтмен: Начало» и «Тёмный рыцарь».                                        |
| 2009           | Чудо-женщина                                                    | По мотивам сюжетной линии «Gods and Mortals» Джорджа Переса.                                                                                           |
| 2009           | Зелёный Фонарь: Первый полёт                                    | Адаптация мифологии Зелёного Фонаря. |
| 2009           | Супермен/Бэтмен: Враги общества                                 | Основан на сюжетной линии «Superman/Batman: Public Enemies» Джефа Лоуба.                                                                               |
| 2010           | Лига Справедливости: Кризис двух миров                          | Основан на графическом романе «JLA: Earth 2» Гранта Моррисона.                                                                                         |
| 2010           | Бэтмен: Под красным колпаком                                    | Основан на сюжетной арке комикса «Batman: Under the Hood» Джадда Винника.                                                                              |
| 2010           | Супермен/Бэтмен: Апокалипсис                                    | Сиквел мультфильма «Супермен/Бэтмен: Враги общества». Основан на сюжетной линии «Superman/Batman: The Supergirl from Krypton».                         |
| 2011           | Сверхновый Супермен                                             | Основан на серии комиксов «All-Star Superman» Гранта Моррисона.                                                                                        |
| 2011           | Зелёный Фонарь: Изумрудные рыцари                               | Мультфильм-антология. |
| 2011           | Бэтмен: Год первый                                              | Основан на сюжетной линии «Batman: Year One» Фрэнка Миллера.                                                                                           |
| 2012           | Лига Справедливости: Гибель                                     | Основан на сюжетной линии «JLA: Tower of Babel» Марка Уэйда.                                                                                           |
| 2012           | Супермен против Элиты                                           | Основан на сюжетной линии «What’s So Funny About Truth, Justice & the American Way?» Джо Келли.                                                        |
| 2012           | Бэтмен: Возвращение Тёмного рыцаря — Часть 1                    | Основан на комиксе «The Dark Knight Returns» Фрэнка Миллера, состоит из двух частей.                                                                   |
| 2013           | Бэтмен: Возвращение Тёмного рыцаря — Часть 2                    | Основан на комиксе «The Dark Knight Returns» Фрэнка Миллера, состоит из двух частей.                                                                   |
| 2013           | Супермен: Непобеждённый                                         | Основан на сюжетной линии «Superman: Brainiac» Джеффа Джонса и Гэри Фрэнка.                                                                            |
| 2013           | Лига Справедливости: Парадокс источника конфликта               | Основан на сюжетной линии «Flashpoint» Джеффа Джонса и Энди Куберта.                                                                                   |
| 2014           | Лига Справедливости: В ловушке времени                          | Основан из линии игрушек. |
| 2014           | Лига Справедливости: Война                                      | Основан на комиксах «The New 52’s Justice League: Origin» Джеффа Джонса и Джима Ли.                                                                    |
| 2014           | Сын Бэтмена                                                     | Вдохновенный сюжетом комикса «Batman and Son» Гранта Моррисона и Энди Куберта.                                                                         |
| 2014           | Бэтмен: Нападение на Аркхэм                                     | На основе вселенной видеоигры, франшизы «Batman: Arkham» и комиксам про «Отряд самоубийц».                                                             |
| 2015           | Лига Справедливости: Трон Атлантиды                             | Основан на комиксах Аквамена из «The New 52’s Throne of Atlantis» Джеффа Джонса.                                                                       |
| 2015           | Бэтмен против Робина                                            | Частично на основе истории кроссовера «The New 52’s Batman: Night of the Owls» Скотта Снайдера.                                                        |
| 2015           | Безграничный Бэтмен: Животные инстинкты                         | Основан из линии игрушек. |
| 2015           | Лига Справедливости: Боги и монстры                             | На основе оригинального сюжета с альтернативной версией Лиги Справедливости. Предшествовал несколько веб-эпизодов «Хроники Богов и Монстров».          |
| 2015           | Безграничный Бэтмен: Нашествие монстров                         | Основан из линии игрушек. |
| 2016           | Бэтмен: Дурная кровь                                            | По мотивам сюжетной линии «Batman: Battle for the Cowl» Тони Дэниела и Гранта Моррисона.                                                               |
| 2016           | Бэтмен: Убийственная шутка                                      | Основан на графической новелле «Batman: The Killing Joke» Алана Мура и Брайана Болланда, получил ограниченный прокат в кинотеатрах.                    |
| 2016           | Бэтмен: Возвращение рыцарей в масках                            | На основе телесериала «Бэтмен» из 60-х, получил ограниченный прокат в кинотеатрах.                                                                     |
| 2016           | DC девчонки-супергерои: Школа Супер Героев                      | Основан на мультсериале «DC девчонки-супергерои». |
| 2016           | Лига Справедливости против Юных Титанов                         | 7-й мультфильм из серии связанных анимационных фильмов, основанных на «New 52».                                                                        |
| 2016           | DC девчонки-супергерои: Героиня Года!                           | Основан на мультсериале «DC девчонки-супергерои». |
| 2016           | Безграничный Бэтмен: Роботы против мутантов                     | Основан из линии игрушек. |
| 2017           | Тёмная Лига Справедливости                                      | Основан на комиксах про «Justice League Dark» Питера Миллигана.                                                                                        |
| 2017           | Юные Титаны: Контракт Иуды                                      | На основе арки комиксов «The Judas Contract» Джорджа Переса и Марва Вольфмана.                                                                         |
| 2017           | DC девчонки-супергерои: Межгалактические игры                   | Основан на мультсериале «DC девчонки-супергерои». |
| 2017           | Бэтмен и Харли Квинн                                            | На основе мультсериала «Новые приключения Бэтмена». |
| 2017           | Бэтмен против Двуликого                                         | Сиквел мультфильма «Бэтмен: Возвращение рыцарей в масках».                                                                                             |
| 2017           | Супергерои DC против Орлиного когтя                             | Аниме кроссовер. |
| 2018           | Скуби-Ду и Бэтмен: Отважный и смелый                            | Сиквел-кроссовер мультсериалов «Бэтмен: Отважный и смелый» и «Скуби-Ду».                                                                               |
| 2018           | Бэтмен: Готэм в Газовом Свете                                   | Основан на комиксе «Gotham by Gaslight» Майка Миньола и Брайана Огастина.                                                                              |
| 2018           | Отряд самоубийц: Строгое наказание                              | 10-й мультфильм из серии связанных анимационных фильмов, основанных на «New 52».                                                                       |
| 2018           | Бэтмен-ниндзя                                                   | Аниме мультфильм. |
| 2018           | Смерть Супермена                                                | Основан на комиксе «The Death of Superman» Дэна Джурдженса, Часть — 1.                                                                                 |
| 2018           | DC девчонки-супергерои: Легенда о Атлантиде                     | Основан на мультсериале «DC девчонки-супергерои». |
| 2019           | Господство Суперменов                                           | Продолжение мультфильма «Смерть Супермена». |
| 2019           | Лига Справедливости против Смертоносной Пятёрки                 | Продолжение мультсериала «Лига Справедливости». |
| 2019           | Бэтмен против Черепашек-ниндзя                                  | Мультфильм кроссовер. Основан на комиксах «Batman/Teenage Mutant Ninja Turtles» Джеймса Тиниона IV.                                                    |
| 2019           | Бэтмен: Тихо!                                                   | Основан на комиксе «Batman: Hush» Джефа Лоуба и Джима Ли.                                                                                              |
| 2019           | Юные Титаны, вперёд! против Юных Титанов                        | Кроссовер мультсериалов «Юные Титаны» и «Юные титаны, вперёд!».                                                                                        |
| 2019           | Чудо-женщина: Родословная                                       | Спин-офф мультфильма «Лига Справедливости: Война». |
| 2020           | Супермен: Красный Сын                                           | Основан на комиксе «Superman: Red Son» Марка Миллара.                                                                                                  |
| 2020           | Тёмная Лига Справедливости: Война Апоколипса                    | Продолжение мультфильма «Тёмная Лига Справедливости», Основан на комиксе «Darkseid War» Джеффа Джонса.                                                 |
| 2020           | Супермен: Человек Завтрашнего Дня                               | Основан на комиксе «Superman: American Alien» Макса Лэндиса, первый мультфильм вселенной «Tomorrowverse».                                              |
| 2020           | Счастливого Хэллоуина, Скуби-Ду!                                | В мультфильме появляется Пугало/Доктор Джонатан Крейн                                                                                                  |
| 2021           | Бэтмен: Душа дракона                                            | |
| 2021           | Общество справедливости: Вторая мировая война                   | Второй мультфильм вселенной «Tomorrowverse». |
| 2021           | Юные Титаны Вперёд - Космический Джем                           | Кроссовер «Юные титаны, вперёд!» и «Космический джем».                                                                                                 |
| 2021           | Бэтмен: Долгий Хэллоуин: Часть 1                                | Основан на комиксе «Бэтмен. Долгий Хэллоуин» Джефа Лоуба и Тима Сейла, входят во вселенную «Tomorrowverse».                                            |
| 2021           | Бэтмен: Долгий Хэллоуин: Часть 2                                | Основан на комиксе «Бэтмен. Долгий Хэллоуин» Джефа Лоуба и Тима Сейла, входят во вселенную «Tomorrowverse».                                            |
| 2021           | Несправедливость                                                | Основан на серии комиксов и видео-играх «Injustice: Gods Among Us».                                                                                    |
| 2022           | Женщина-Кошка: Охота                                            | Частично связан с мультсериалом «Юная Лига Справедливости».                                                                                            |
| 2022           | Юные Титаны Вперёд! и Супердевочки: Беспредел в мультивселенной | Кроссовер «Юные титаны, вперёд!» и «DC девчонки-супергерои».                                                                                           |
| 2022           | Зелёный Фонарь: Берегись моей силы                              | Пятый мультфильм Вселенной «Tomorrowverse». |
| 2022           | Бэтмен и Супермен: Битва Супер-сыновей                          | |
| 2023           | Легион супергероев                                              | Шестой мультфильм Вселенной «Tomorrowverse». |
| 2023           | Бэтмен: Карающий рок над Готэмом                                | Основан на комиксе «Batman: The Doom That Came to Gotham» Майка Миньола и Ричарда Пэйса.                                                               |
| 2023           | Лига Справедливости и Руби: Супергерои и охотники. Часть первая | Основан на серию комиксов «RWBY/Justice League» Маргариты Беннетт.                                                                                     |
| 2023           | Лига Справедливости: Мир Войны                                  | Седьмой мультфильм вселенной «Tomorrowverse». |
| 2023           | Скуби-Ду! и Крипто тоже!                                        | |
| 2023           | Лига Справедливости и Руби: Супергерои и охотники. Часть вторая | Основан на серию комиксов «DC/RWBY» Маргариты Беннетт.                                                                                                 |
| 2023           | Весёлый малыш Бэтмен                                            | |
| 2024           | Лига справедливости: Кризис на бесконечных землях. Часть 1      | Восьмой, девятый и десятый мультфильмы вселенной «Tomorrowverse», основаны на комиксе «Кризис на Бесконечных Землях» Марва Вольфмана и Джорджа Переса. |
| 2024           | Лига справедливости: Кризис на бесконечных землях. Часть 2      | Восьмой, девятый и десятый мультфильмы вселенной «Tomorrowverse», основаны на комиксе «Кризис на Бесконечных Землях» Марва Вольфмана и Джорджа Переса. |
| 2024           | Лига справедливости: Кризис на бесконечных землях. Часть 3      | Восьмой, девятый и десятый мультфильмы вселенной «Tomorrowverse», основаны на комиксе «Кризис на Бесконечных Землях» Марва Вольфмана и Джорджа Переса. |
| 2024           | Хранители: Глава I                                              | Основан на одноименную ограниченную серию комиксов Алана Мура и Дэйва Гиббонса.                                                                        |
| 2024           | Хранители: Глава II                                             | Основан на одноименную ограниченную серию комиксов Алана Мура и Дэйва Гиббонса.                                                                        |
| 2025           | Бэтмен-ниндзя против Лиги Якудза                                | Сиквел аниме Бэтмен-ниндзя. |
| Анонсированные |                                                                 | |
| TBA            | Лига Юрского периода                                            | [ 18 ] |

### Эпизоды сериалов, выпущенные как фильмы
| Год  | Название                                 | Примечания |
| ---- | ---------------------------------------- | --- |
| 1996 | Супермен: Последний сын Криптона         | Компиляция из трёх эпизодов первого и второго сезона мультсериала Супермен.                                                               |
| 1997 | Бэтмен и Супермен: Лучшие в мирах        | Компиляция из трёх эпизодов первого и второго сезона мультсериала Супермен.                                                               |
| 1999 | Бэтмен будущего                          | Компиляция первых двух эпизодов мультсериала Бэтмен будущего.                                                                             |
| 2001 | Лига Справедливости: Тайны происхождения | Компиляция первых и последних трёх эпизодов мультсериала Лига справедливости.                                                             |
| 2004 | Лига Справедливости: Сквозь звезды       | Компиляция первых и последних трёх эпизодов мультсериала Лига справедливости.                                                             |
| 2017 | Виксен                                   | Компиляция из всех эпизодов мультсериала «Виксен» + 15 минут нового материала.                                                            |
| 2018 | Борцы за свободу: Луч                    | Компиляция из всех эпизодов мультсериала Борцы за свободу: Луч.                                                                           |
| 2018 | Константин: Город демонов                | Расширенная адаптация одноимённого веб-сериала «Константин: Город демонов». Основан на комиксе «Hellblazer — All His Engines» Майка Кэри. |
| 2019 | Сладкое Возмездие                        | Компиляция первых четырёх эпизодов мультсериала «DC Девочки-супергерои».                                                                  |
| 2020 | Дефстроук: Рыцари и Драконы              | Расширенная адаптация одноимённого веб-сериала Дефстроук: «Рыцари и Драконы».                                                             |
| 2022 | Аквамен: Король Атлантиды                | Компиляция трёх эпизодов одноимённого мультсериала.                                                                                       |

### Короткометражные
| Год  | Название                                                | Примечания |
| ---- | ------------------------------------------------------- | --- |
| 1941 | Супермен                                                | Короткометражные анимационные фильмы из серии Супермен, изначально показанные в кинотеатрах.                                |
| 1941 | Механические чудовища                                   | Короткометражные анимационные фильмы из серии Супермен, изначально показанные в кинотеатрах.                                |
| 1942 | Ограничено миллиардом долларов                          | Короткометражные анимационные фильмы из серии Супермен, изначально показанные в кинотеатрах.                                |
| 1942 | Арктический гигант                                      | Короткометражные анимационные фильмы из серии Супермен, изначально показанные в кинотеатрах.                                |
| 1942 | Истребители                                             | Короткометражные анимационные фильмы из серии Супермен, изначально показанные в кинотеатрах.                                |
| 1942 | Магнитный телескоп                                      | Короткометражные анимационные фильмы из серии Супермен, изначально показанные в кинотеатрах.                                |
| 1942 | Электрическое землетрясение                             | Короткометражные анимационные фильмы из серии Супермен, изначально показанные в кинотеатрах.                                |
| 1942 | Вулкан                                                  | Короткометражные анимационные фильмы из серии Супермен, изначально показанные в кинотеатрах.                                |
| 1942 | Ужас в дороге                                           | Короткометражные анимационные фильмы из серии Супермен, изначально показанные в кинотеатрах.                                |
| 1942 | Японская диверсия                                       | Короткометражные анимационные фильмы из серии Супермен, изначально показанные в кинотеатрах.                                |
| 1942 | Разоблачение                                            | Короткометражные анимационные фильмы из серии Супермен, изначально показанные в кинотеатрах.                                |
| 1942 | Одиннадцатый час                                        | Короткометражные анимационные фильмы из серии Супермен, изначально показанные в кинотеатрах.                                |
| 1942 | Корпорация «Разрушение»                                 | Короткометражные анимационные фильмы из серии Супермен, изначально показанные в кинотеатрах.                                |
| 1943 | Мумия наносит удар                                      | Короткометражные анимационные фильмы из серии Супермен, изначально показанные в кинотеатрах.                                |
| 1943 | Барабаны джунглей                                       | Короткометражные анимационные фильмы из серии Супермен, изначально показанные в кинотеатрах.                                |
| 1943 | Подземный мир                                           | Короткометражные анимационные фильмы из серии Супермен, изначально показанные в кинотеатрах.                                |
| 1943 | Секретный агент                                         | Короткометражные анимационные фильмы из серии Супермен, изначально показанные в кинотеатрах.                                |
| 2003 | Догони меня                                             | На основе мультсериала «Новые приключения Бэтмена» 1997 года.                                                               |
| 2008 | Не поверишь, что расскажу                               | Сегменты мультфильма «Бэтмен: Рыцарь Готэма».                                                                               |
| 2008 | Перекрёстный огонь                                      | Сегменты мультфильма «Бэтмен: Рыцарь Готэма».                                                                               |
| 2008 | Полевые испытания                                       | Сегменты мультфильма «Бэтмен: Рыцарь Готэма».                                                                               |
| 2008 | Во тьме обитает                                         | Сегменты мультфильма «Бэтмен: Рыцарь Готэма».                                                                               |
| 2008 | Преодолевая боль                                        | Сегменты мультфильма «Бэтмен: Рыцарь Готэма».                                                                               |
| 2008 | Дэдшот                                                  | Сегменты мультфильма «Бэтмен: Рыцарь Готэма».                                                                               |
| 2009 | Хранители: История чёрной шхуны                         | Короткий мультфильм из Режиссёрской версии фильма.                                                                          |
| 2010 | Супердрузья DC: Театр Джокера                           | Уникальный специальный короткометражный фильм, выпущенный как часть линейки продуктов Imaginext от Fisher-Price.            |
| 2010 | Витрина DC: Спектр                                      | Короткометражный мультфильм (DC Showcase).                                                                                  |
| 2010 | Витрина DC: Джона Хекс                                  | Короткометражный мультфильм (DC Showcase).                                                                                  |
| 2010 | Витрина DC: Зелёная Стрела                              | Короткометражный мультфильм (DC Showcase).                                                                                  |
| 2010 | Витрина DC: Супермен/Шазам! – Возвращение Чёрного Адама | Короткометражный мультфильм (DC Showcase).                                                                                  |
| 2011 | Витрина DC: Женщина-Кошка                               | Короткометражный мультфильм (DC Showcase).                                                                                  |
| 2015 | Найтвинг и Робин                                        | Бонус к мультфильму «Лига Справедливости: Трон Атлантиды».                                                                  |
| 2015 | John Con Noir                                           | Часть продвижения сериала «Константин».                                                                                     |
| 2018 | Поздний Бэтсби                                          | Появился перед мультфильмом «Юные Титаны, вперёд!».                                                                         |
| 2019 | Витрина DC: Сержант Рок                                 | Короткометражный мультфильм (DC Showcase).                                                                                  |
| 2019 | Витрина DC: Смерть                                      | Короткометражный мультфильм (DC Showcase).                                                                                  |
| 2020 | Витрина DC: Призрачный Незнакомец                       | Короткометражный мультфильм (DC Showcase).                                                                                  |
| 2020 | Витрина DC: Адам Стрэндж                                | Короткометражный мультфильм (DC Showcase).                                                                                  |
| 2020 | Бэтмен: Смерть в семье                                  | Интерактивный Короткометражный мультфильм (DC Showcase), Основан на комиксе «Batman: A Death in the Family» Джима Старлина. |
| 2021 | Витрина DC: Каманди: Последний Мальчик на Земле         | Короткометражный мультфильм (DC Showcase).                                                                                  |
| 2021 | Витрина DC: Лузеры                                      | Короткометражный мультфильм (DC Showcase).                                                                                  |
| 2021 | Витрина DC: Синий Жук                                   | Короткометражный мультфильм (DC Showcase).                                                                                  |
| 2022 | Константин: Дом тайн                                    | Короткометражный мультфильм (DC Showcase).                                                                                  |

### Специальные выпуски
| Год  | Название                                                                            | Примечания                                                                                  |
| ---- | ----------------------------------------------------------------------------------- | ------------------------------------------------------------------------------------------- |
| 2012 | Робоцып: Специально для DC Comics                                                   | Специальные эпизоды пародийного сериала «Робоцып», которые посвящены вселенной комиксов DC. |
| 2014 | Робоцып: Специально для DC Comics II — Злодеи в раю                                 | Специальные эпизоды пародийного сериала «Робоцып», которые посвящены вселенной комиксов DC. |
| 2015 | Робоцып: Специально для DC Comics III — Магическая дружба                           | Специальные эпизоды пародийного сериала «Робоцып», которые посвящены вселенной комиксов DC. |
| 2021 | Бибо Спасает Рождество                                                              | Спин-офф сериала Легенды завтрашнего дня.                                                   |
| 2023 | Харли Куинн: Очень проблематичное специальное предложение на День Святого Валентина |                                                                                             |

## LEGO: версии
| Год  | Название                                                        | Примечания                                        |
| ---- | --------------------------------------------------------------- | ------------------------------------------------- |
| 2013 | LEGO Бэтмен: Супергерои DC объединяются                         | Основан на игре Lego Batman 2: DC Super Heroes    |
| 2014 | Лего. Фильм                                                     | Вышел в кинотеатрах; с участием героев DC.        |
| 2014 | LEGO Бэтмен: В осаде                                            |                                                   |
| 2015 | LEGO Супергерои DC: Лига Справедливости против Лиги Бизарро     |                                                   |
| 2015 | LEGO Супергерои DC: Лига Справедливости — Атака Легиона Гибели! |                                                   |
| 2016 | LEGO Супергерои DC: Лига Справедливости – Космическая битва     |                                                   |
| 2016 | LEGO Супергерои DC: Лига Справедливости — Прорыв Готэм-Сити     |                                                   |
| 2017 | Лего Фильм: Бэтмен                                              | Вышел в кинотеатрах.                              |
| 2017 | Lego DC Девочки-супергерои: Утечка мозгов                       | Основан на мультсериале «DC девчонки-супергерои». |
| 2018 | LEGO Супергерои DC: Флэш                                        |                                                   |
| 2018 | «Lego DC Девочки-супергерои: Школа Супер-злодеев»               | Основан на мультсериале «DC девчонки-супергерои». |
| 2018 | LEGO Супергерои DC: Аквамен — Ярость Атлантиды.                 |                                                   |
| 2019 | Лего. Фильм 2                                                   | Вышел в кинотеатрах; снова с участием героев DC.  |
| 2019 | LEGO Бэтмен: Дело Семейное                                      |                                                   |
| 2020 | LEGO Супергерои DC: Шазам — Магия и Монстры                     |                                                   |

## Мультсериалы
| Год            | Название                                           | Серий | Сезоны | Примечания |
| -------------- | -------------------------------------------------- | ----- | ------ | --- |
| 1941-1943      | Супермен                                           | 17    | 1      | |
| 1966-1970      | Новые приключения Супермена                        | 68    | 4      | Часть франшизы "Новые приключения Супермена". |
| 1966-1969      | Новые приключения Супербоя                         | 34    | 3      | Часть франшизы "Новые приключения Супермена". |
| 1967-1968      | Час приключений Супермена и Аквамена               | 36    | 1      | Часть франшизы "Новые приключения Супермена". |
| 1968-1970      | Аквамен                                            | 36    | 1      | Часть франшизы "Новые приключения Супермена". |
| 1968-1969      | Час приключений Бэтмэна и Супермена                | 34    | 1      | Часть франшизы "Новые приключения Супермена". |
| 1968-1969      | Приключения Бэтмена                                | 17    | 1      | Часть франшизы "Новые приключения Супермена". |
| 1973           | Супердрузья                                        | 16    | 1      | Часть франшизы "Супердрузья" |
| 1977-1978      | Новые приключения Бэтмена                          | 16    | 1      | Часть франшизы "Новые приключения Бэтмена" |
| 1977-1978      | Абсолютно новый час Супердрузей                    | 15    | 1      | Часть франшизы "Супердрузья" |
| 1977-1978      | Час приключений Бэтмена и Тарзана                  | 7     | 1      | Часть франшизы "Новые приключения Бэтмена" |
| 1978           | Вызов Супер Друзей                                 | 16    | 2      | Часть франшизы "Супердрузья" |
| 1979-1981      | Комедийно-приключенческое шоу Пластичного человека | 112   | 5      | Телевизионный блок, состоящий из шести сегментов: Пластичный человек (35 эпизодов), Пластичный малыш (13 эпизодов), Пластичная семья (13 эпизодов), Могучий человек и Юкк (32 эпизода), Клыкастый и Клыкастик (16 эпизодов), Старая ракета (16 эпизодов) |
| 1979-1980      | Величайшие Супердрузья мира                        | 8     | 1      | Часть франшизы "Супердрузья" |
| 1980-1983      | Супердрузья                                        | 22    | 3      | Часть франшизы "Супердрузья" |
| 1980-1981      | Бэтмен и суперсемёрка                              | —     | 1      | Часть франшизы "Новые приключения Бэтмена". |
| 1981-1982      | Детский час суперсилы с Шазамом                    | 38    | 2      | Телевизионный блок, состоящий из двух сегментов: Шазам! (12 эпизодов) и Школа героев (26 эпизодов) |
| 1984-1985      | Супердрузья: Легендарное супер шоу                 | 8     | 1      | Часть франшизы "Супердрузья" |
| 1985           | Супермощная команда: Стражи галактики              | 8     | 1      | Часть франшизы "Супердрузья" |
| 1988           | Супермен                                           | 13    | 1      | |
| 1990-1991      | Болотная тварь                                     | 5     | 1      | |
| 1992-1995      | Бэтмен                                             | 85    | 2      | Часть Анимационной вселенной DC. |
| 1995-1997      | Приключения Супермена и Бэтмена                    | —     | 1      | Часть франшизы "Супердрузья" |
| 1996-2000      | Супермен                                           | 54    | 4      | Часть Анимационной вселенной DC. |
| 1997-1999      | Новые приключения Бэтмена                          | 24    | 1      | Часть Анимационной вселенной DC. |
| 1997-2000      | Новые приключения Бэтмена и Супермена              | 3     | 1      | Часть Анимационной вселенной DC. |
| 1999-2001      | Бэтмен будущего                                    | 52    | 3      | Часть Анимационной вселенной DC. |
| 2000-2004      | Статический шок                                    | 52    | 4      | Часть Анимационной вселенной DC. |
| 2001-2002      | Проект Зета                                        | 26    | 2      | Часть Анимационной вселенной DC. |
| 2001-2004      | Лига Справедливости                                | 52    | 2      | Часть Анимационной вселенной DC. |
| 2003-2006      | Юные Титаны                                        | 65    | 5      | |
| 2004-2006      | Лига Справедливости: Без границ                    | 39    | 3      | Часть Анимационной вселенной DC. |
| 2004-2008      | Бэтмен                                             | 65    | 5      | |
| 2005-2006      | Суперпёс Крипто                                    | 39    | 2      | |
| 2006-2008      | Легион супергероев                                 | 26    | 2      | |
| 2008-2011      | Бэтмен: Отважный и смелый                          | 65    | 3      | |
| 2010-2022      | Юная Лига Справедливости                           | 98    | 4      | |
| 2011-2013      | Зелёный Фонарь                                     | 26    | 1      | |
| 2013-2014      | Берегитесь Бэтмена                                 | 26    | 1      | |
| 2016-2018      | Лига Справедливости: В действии                    | 52    | 1      | |
| 2019-2021      | DC девчонки-супергерои                             | 78    | 2      | |
| 2021           | Аквамен: Король Атлантиды                          | 3     | 1      | |
| 2024           | Отряд самоубийц из другого мира                    | 10    | 1      | Аниме |
| Транслируются  |                                                    |       |        | |
| 2013-          | Юные Титаны, вперёд!                               | 426   | 9      | Продлён на десятый сезон. |
| 2019-          | Харли Квинн                                        | 57    | 5      | Продлён на шестой сезон. |
| 2022-          | Бэтколёса                                          | 74    | 2      | Продлён на третий сезон. |
| 2023-          | Мои приключения с Суперменом                       | 20    | 2      | Продлён на третий сезон. |
| 2024-          | Кайтмен: Чёрт возьми, да!                          | 10    | 1      | Спин-офф мультсериала «Харли Квинн» |
| 2024-          | Бэтмен: Крестоносец в плаще                        | 10    | 1      | Продлён на второй сезон. |
| 2024-          | Монстры-коммандос                                  | 7     | 1      | Часть Вселенной DC, продлён на второй сезон. |
| Анонсированные |                                                    |       |        | |
| 2025           | Бэт-семья                                          | 20    | 1      | Спин-офф мультфильма «Весёлый маленький Бэтмен» |
| TBA            | Безымянный сериал про Синего жука                  | TBA   | TBA    | Часть Вселенной DC. |
| TBA            | Мои приключения с Зелёным Фонарём                  | TBA   | TBA    | Спин-офф мультсериала «Мои приключения с Суперменом» |
| TBA            | DC Супер силы                                      | TBA   | TBA    | [ 20 ] |
| TBA            | Старфайр                                           | TBA   | TBA    | [ 20 ] |
| TBA            | Мистер Чудо                                        | TBA   | TBA    | [ 21 ] |

### Веб и короткометражные сериалы
| Год       | Название                                        | Серий | Примечания |
| --------- | ----------------------------------------------- | ----- | --- |
| 2000      | Лобо                                            | 15    | Часть "Анимационной вселенной DC".                                                                                          |
| 2000-2002 | Девочки Готэма                                  | 30    | Часть "Анимационной вселенной DC".                                                                                          |
| 2003      | Затанна                                         | 2     | Веб-эпизоды. |
| 2003      | Час Аквамена и друзей                           | 7     | Часть франшизы "Супердрузья".                                                                                               |
| 2011-2014 | Короткометражки DC Nation                       | 162   | Анимационные короткометражки транслировались в качестве вставок на телевизионном блоке DC Nation на канале Cartoon Network. |
| 2015-2016 | Безграничный Бэтмен                             | 33    | |
| 2015      | Лига справедливости: Боги и монстры хроники     | 3     | Связан с мультфильмом «Лига Справедливости: Боги и монстры».                                                                |
| 2015      | Супер друзья ДС                                 | 15    | Часть франшизы "Супердрузья".                                                                                               |
| 2015-2017 | Виксен                                          | 12    | Часть Вселенной «Стрелы».                                                                                                   |
| 2015-2018 | DC девчонки-супергерои                          | 112   | На основе мультсериала «DC девчонки-супергерои».                                                                            |
| 2017      | Лига Справедливости в действии: Короткометражки | 22    | На основе мультсериала «Лига Справедливости: В действии»                                                                    |
| 2017-2018 | Борцы за свободу: Луч                           | 12    | Часть Вселенной «Стрелы».                                                                                                   |
| 2018      | Константин: Город демонов                       | 5     | Часть "Анимационный киновселенной DC".                                                                                      |
| 2019-2020 | DC девчонки-супергерои: Короткометражки         | 52    | На основе мультсериала «DC девчонки-супергерои».                                                                            |
| 2020      | Дефстроук: Рыцари и Драконы                     | 1     | |
| 2024      | Бист Бой: Одинокий волк                         | 10    | |
| 2024      | DC: Сила Металла                                | 8     | Веб-эпизоды. |

### Пилотные эпизоды
| Год  | Название                    | Канал           | Примечания                             |
| ---- | --------------------------- | --------------- | -------------------------------------- |
| 1974 | The Mad Magazine TV Special | ABC             | 1 эпизод, пилотный, не транслировался. |
| 1988 | Mad Magazine Special        |                 | 1 эпизод, пилотный, не транслировался. |
| 2006 | Пластичный человек          | Cartoon Network | 1 эпизод, пилотный, не транслировался. |

### Анимированные комиксы
| Год       | Название                | Серий | Канал       | Примечания  |
| --------- | ----------------------- | ----- | ----------- | ----------- |
| 1879-1981 | Video Comic Book        | —     | Nickelodeon |             |
| 2008      | Хранители: Видеокомикс  | 12    | iTunes      |             |
| 2008      | Бэтмен: Чёрное и белое  | 20    | iTunes      | Два сезона. |
| 2009      | Бэтгёрл: Год первый     | 9     | iTunes      |             |
| 2009      | Бэтмен: Безумная любовь | 3     | iTunes      |             |
| 2009      | Супермен: Красный сын   | 12    | iTunes      |             |
| 2010      | Джона Хекс              | 7     | iTunes      |             |

## Документальные
| 2006          | Наука Супермена                                    | |
| 2006          | Взгляд в небо                                      | Документальный, телевизионный фильм об истории Супермена и его различных воплощениях в СМИ.                                                                                    |
| 2008          | Технологии Бэтмена                                 | |
| 2008          | Бэтмен без маски                                   | |
| 2009          | Под маской                                         | Псевдодокументальный фильм, рассказывающий о самой первой группе супергероев в 1940 годах.                                                                                     |
| 2010          | Тайна происхождения: История DC Comics             | Документальный фильм, в котором показана 75 летняя история DC Comics. |
| 2013          | Необходимое зло: Супер-злодеи комиксов DC          | Фильм исследует тонкую линию между добром и злом. |
| 2013          | Супергерои: Бесконечная битва                      | Мини-сериал. |
| 2015          | Смерть «Супермен жив»: Что случилось?              | История голливудского проекта, который так и не состоялся. |
| 2016          | DC Films представляет: Рассвет Лиги Справедливости | Обзор Расширенной кинематографической вселенной DC. |
| 2017          | Бэтмен и Билл                                      | Документальный сериал о Билле Фингере, куда менее известном создателе Тёмного рыцаря.                                                                                          |
| 2019          | Шазам Повсюду!                                     | Документальный фильм, который был посвящён как оригинальной серии комиксов и персонажу, так и процессу съёмок фильма Шазам!.                                                   |
| 2023          | Суперсилы: История DC                              | Сериал, три эпизода. |
| 2024          | Супермен: История Кристофера Рива                  | Фильм рассказывает о жизни актёра Кристофера Рива после несчастного случая который оставил его парализованным, и о его последующей работе в качестве активиста за права людей. |
| 2025          | The Legend of Kingdom Come                         | Сценарист Марк Уэйд и художник Алекс Росс, расскажут о процессе работы над созданием комикса.                                                                                  |
| Анонсированые |                                                    | |
| TBA           | Лига Справедливости: Смертные                      | Документальный фильм про несостоявшийся проект от Джорджа Миллера. |